# باول فيرغسون
باول فيرغسون (بالإنجليزية: Paul Ferguson)‏ هو طبال بريطاني، ولد في 31 مارس 1958.

## وصلات خارجية
- باول فيرغسون على موقع IMDb (الإنجليزية)
- باول فيرغسون على موقع ميوزك برينز (الإنجليزية)
- باول فيرغسون على موقع أول ميوزيك (الإنجليزية)
- باول فيرغسون على موقع ديسكوغز (الإنجليزية)